# Maß

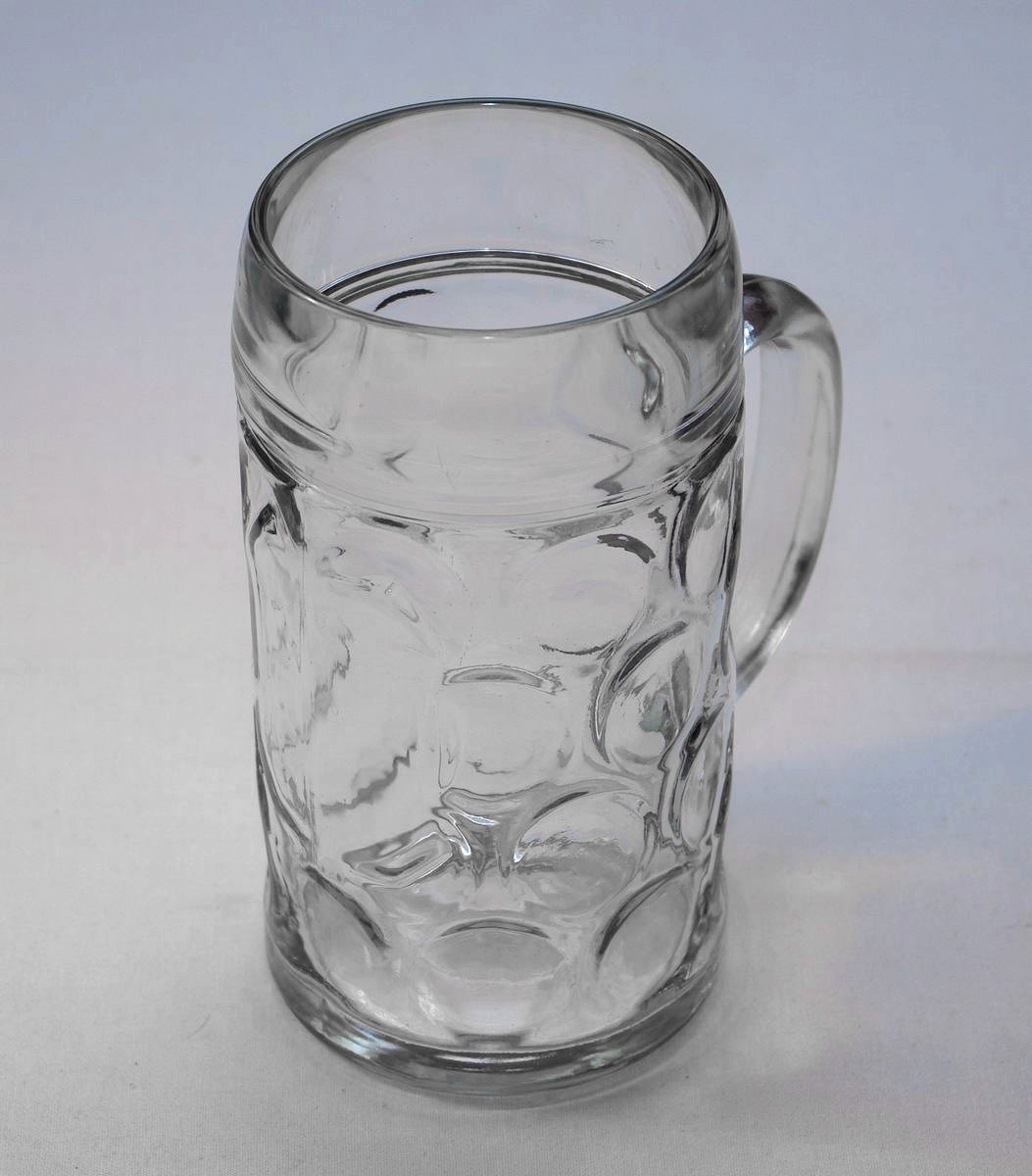
O Maßkrug vazio

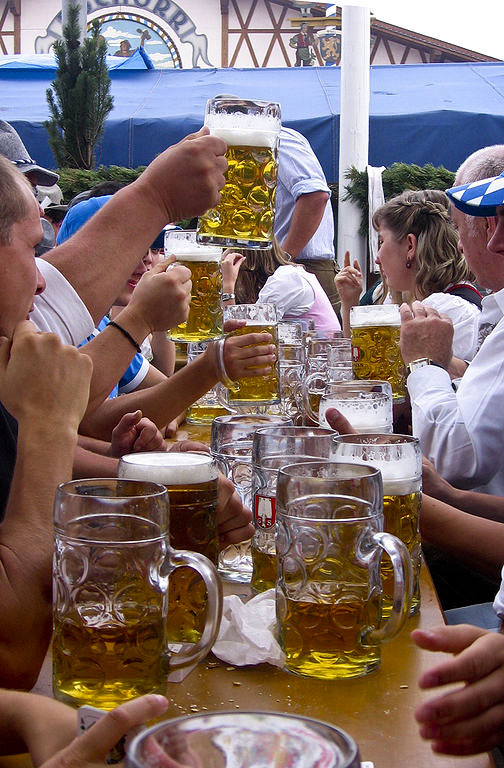
Maßkrüge no Oktoberfest 2006

Mass (em alemão: Maß) significa literalmente "medida" e é uma velha unidade de medida austro-bávara, que originalmente referia-se a 1,069 litros de volume, usada tipicamente para medir cerveja.
Do termo Maß originou-se a expressão Maßkrug (plural: Maßkrüge) ou seja, caneca de cerveja de um litro. Hoje em dia usa-se simplesmente a abreviação Maß para referir-se a uma caneca de cerveja de um litro. O uso desta caneca é mais comum no sul da Alemanha, principalmente nos Biergarten (jardins cervejeiros) e nas cervejarias da Baviera.

## Composição e uso
O Maßkrug é feito de cerâmica ou vidro. Até o começo do século XX usavam-se mais canecas de cerâmica, chamados de "Keferloher" no jargão popular. Hoje em dia as canecas de vidro (Glaskrug) são mais populares, usadas principalmente pelo comércio. As canecas de cerâmicas aínda são bastante usadas na região da Francônia ou são simplesmente usadas como decoração.
Alguns restaurantes e Biergarten alugam suas canecas do tipo Maß para seus clientes mediante uma mensalidade. A caneca alugada é de uso exclusivo desta pessoa, sendo a caneca mantida, lavada e conservada limpa pelo próprio estabelecimento.
As canecas frequentemente são marcadas com o logotipo da marca da cervejaria. Na extremidade superior da caneca uma linha horizontal marca o local até aonde a cerveja deve ser servida para completar um litro. Se o Maß é de uso pessoal, ela possuirá uma tampa de metal. Essas tampas são marcadas com as inicias do nome do dono, desenhos, escritas, representações de características, profissão ou afinidades do dono.